# Park Narodowy Aso-Kujū
Park Narodowy Aso-Kujū (jap. 阿蘇くじゅう国立公園 Aso-Kujū Kokuritsu Kōen) – japoński park narodowy, który został utworzony 4 grudnia 1934 r. i obejmuje ochroną przyrodę środkowej części wyspy Kiusiu, w prefekturach Kumamoto i Ōita.
W skład PN Aso-Kujū, którego powierzchnia wynosi 726,78 km² wchodzi najwyższy fragment gór Kiusiu. W południowej jego części znajduje się góra Aso (Aso-san), która jest jedną z największych na Ziemi, kolosalną kalderą. Jej długość wynosi 24 km, szerokość 18 km, a powierzchnia 255 km² i stanowi zespół pięciu stożków, z których najwyższym jest Naka (Naka-dake), osiągający 1 592 m n.p.m. 
Kaldera jest tak rozległa, iż mieszczą się w niej całe miasta i wsie. Aso stanowi również najbardziej aktywny sejsmicznie region w Japonii i jeden z najbardziej aktywnych na świecie. Wnętrze kaldery Aso stanowią usiane licznymi jeziorami bujne zielone łąki, z charakterystycznym, górującym nad nimi uśpionym wulkanem Komezuka, co znaczy kopiec ryżowy.
W północnej części PN Aso-Kujū wznosi się najwyższy szczyt na Kiusiu, góra Kujū, osiągająca 1 791 m n.p.m.
Silnej aktywności sejsmicznej towarzyszy występowanie bogatych źródeł wód termalnych, które stały się podstawą powstania licznych uzdrowisk onsenów.

## Galeria

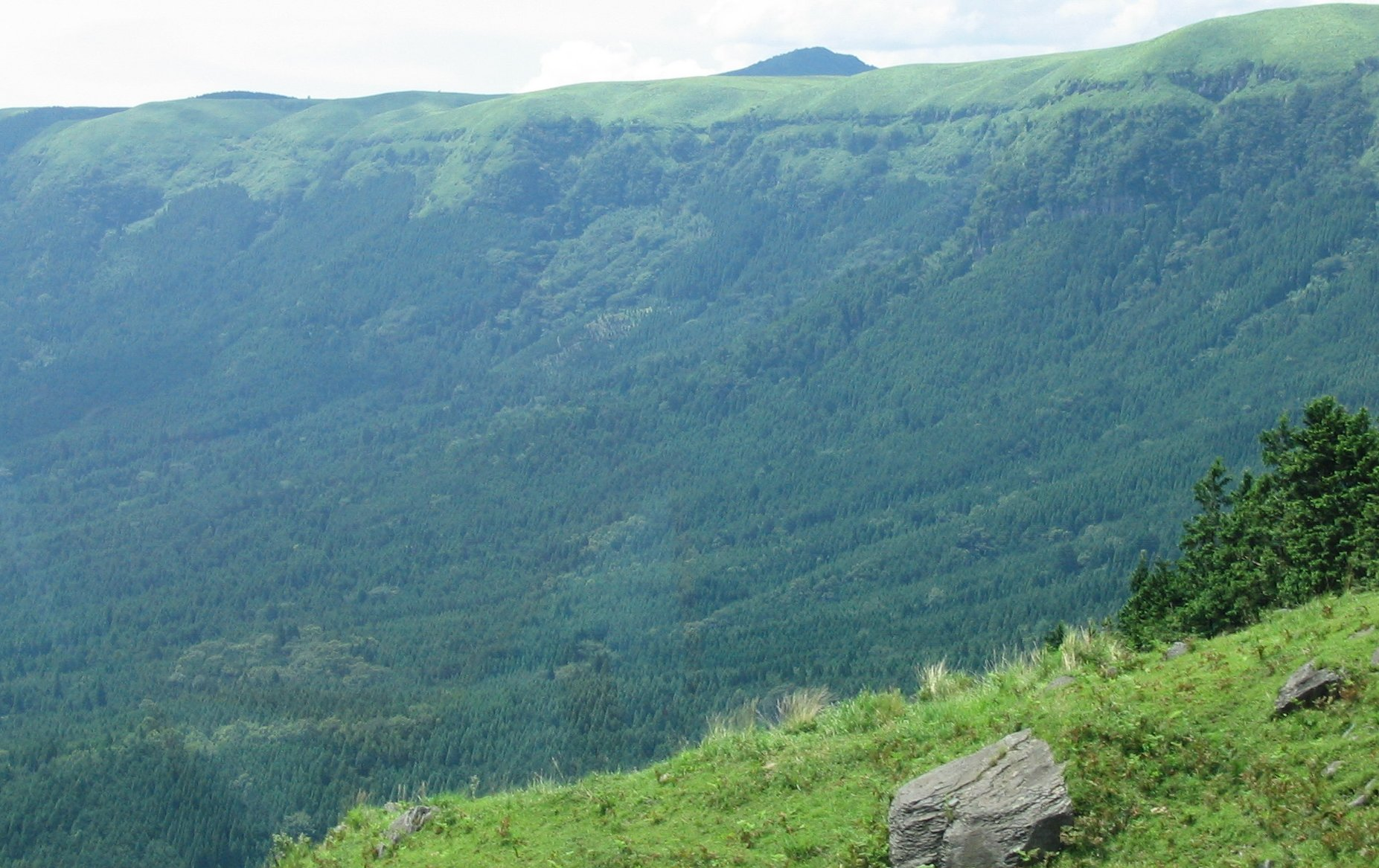
Krawędź kaldery wulkanu Aso
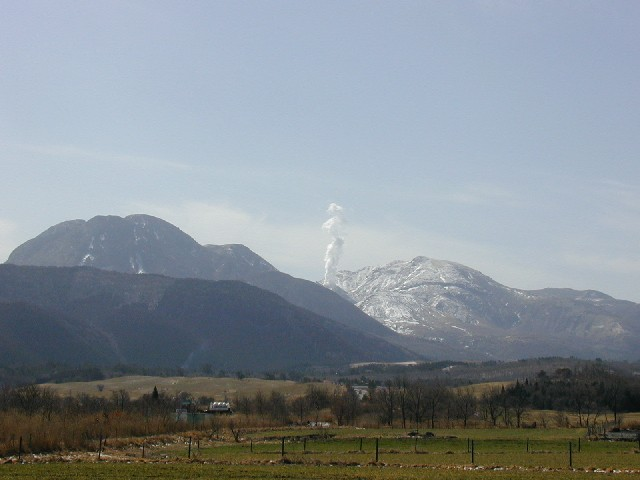
Kujū – najwyższe wzniesienie na wyspie Kiusiu